# Przerzut nowotworowy

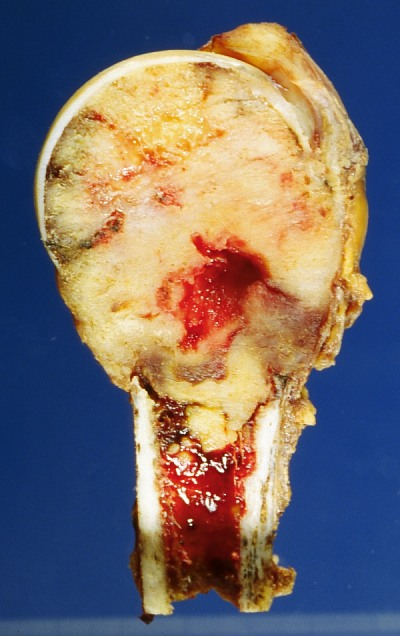
Kość ramienna z dużym przerzutem nowotworowym

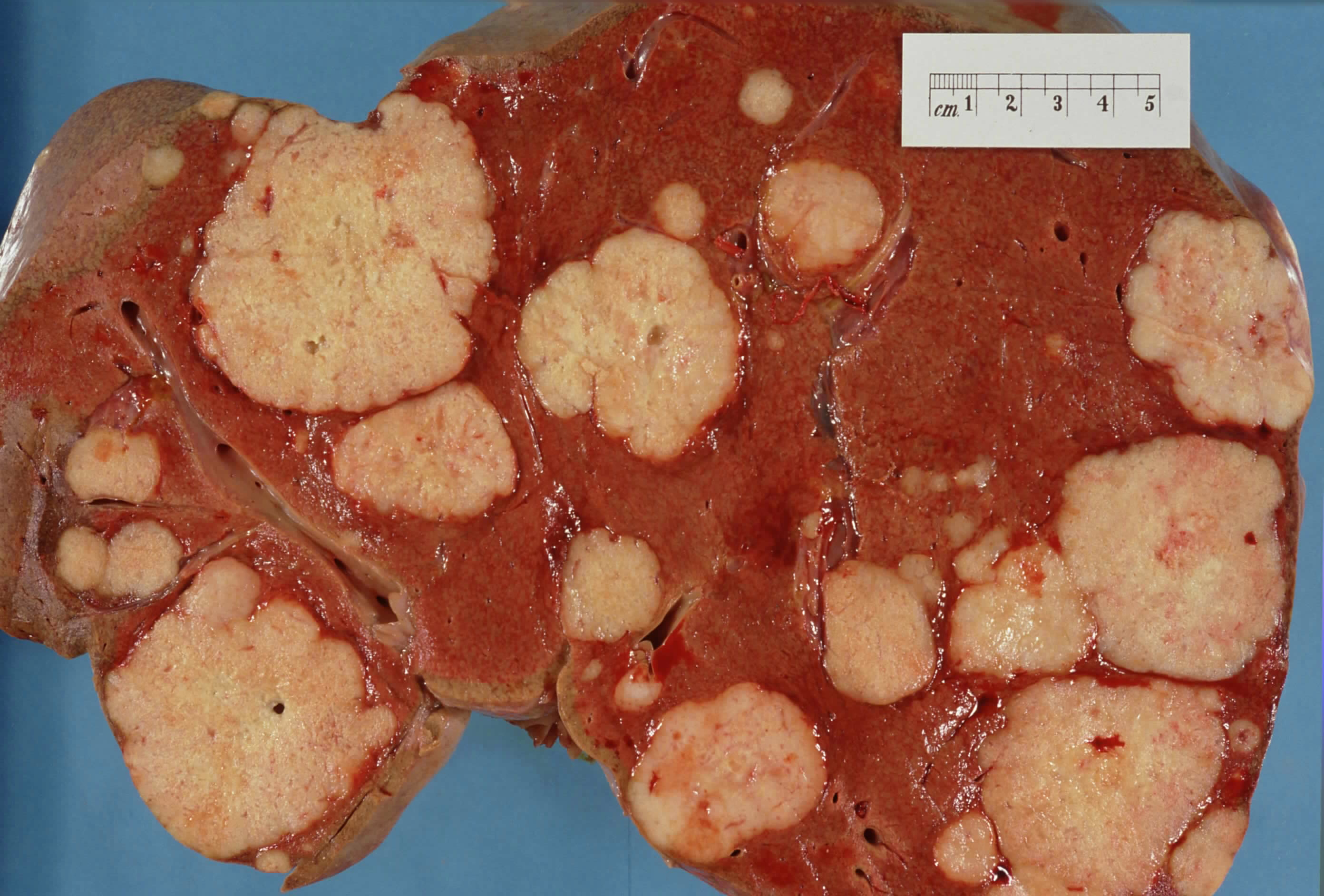
Mnogie przerzuty raka trzustki do wątroby

Przerzut nowotworowy, nowotwór przerzutowy, rozsiew nowotworu, metastaza (łac. metastasis, gr. μετάσταση = zmiana miejsca, przesunięcie) – guz wtórny nowotworu złośliwego, powstały z komórek pochodzących z guza pierwotnego. Przerzuty odpowiadają za ponad 90% śmiertelności w chorobach nowotworowych. 

## Klasyfikacja
Zgodnie z międzynarodową klasyfikacją TNM rozróżnia się przerzuty:
- miejscowe, które powstają w bezpośredniej bliskości guza pierwotnego (w samym narządzie lub poza jego granicami); sprzyjają im nakłucia i cięcia tkanki nowotworowej (przerzuty mają charakter wszczepiony)
- węzłowe (zwane też regionalnymi), do których dochodzi, gdy komórki nowotworowe przedostają się do naczyń chłonnych i osiadają w najbliższych węzłach chłonnych, właściwych dla danego narządu (są to tak zwane rozsiewy chłonkopochodne; kategoria N w klasyfikacji TNM)
- odległe (inaczej dalekie lub oddalone), które tworzą się, gdy po uszkodzeniu przez rosnący guz ścian sąsiednich naczyń krwionośnych komórki nowotworu dostają się do krwi i wędrują z nią do innych części ciała (kategoria M w klasyfikacji TNM).

## Powstawanie przerzutów
Komórki zdolne do przerzutowania zazwyczaj powstają już w guzie pierwotnym. Rozróżnia się dwie niejasno rozgraniczone w czasie fazy przerzutowania:
- Faza disseminacji – rozsiewu nowotworowego.
- Faza kolonizacji – adaptacji komórek nowotworowych do nowego środowiska.

### Faza disseminacji
Komórki nowotworowe mogą przemieszczać się drogą naczyń krwionośnych, chłonnych, płynu mózgowo-rdzeniowego lub poprzez wszczepienie w jamy ciała. Komórki nowotworowe, wydostając się poza guz nowotworowy np. do krwiobiegu napotykają liczne przeszkody. Są podatne na apoptozę indukowaną przez komórki NK, mogą być przechwytywane i fagocytowane przez makrofagi. W zatokach brzeżnych węzłów chłonnych makrofagi są w stanie wychwytywać substancje wydzielane z guza i komórek nowotworowych, dzięki czemu tworzą pewną barierę przed dostaniem się antygenów nowotworowych do kory węzła chłonnego. Jeżeli ta bariera zostanie przełamana (np. w wyniku chemioterapii) może dojść do tzw. ułatwienia immunologicznego.
Proces ułatwienia immunologicznego polega na wytworzeniu przeciwciał ochronnych dla własnych antygenów np. w początku ciąży, w wyniku dużej liczby antygenów ojca w organizmie matki. Taki sam proces może zachodzić w przypadku antygenów nowotworowych i sprzyja przerzutom. 
Komórka nowotworowa jest oblepiana przez płytki krwi, co chroni je przed rozpoznaniem przez leukocyty i eliminacją. Zauważono, że trombocytoza sprzyja powstawaniu przerzutów w chorobie nowotworowej, a spadek liczby płytek krwi – ogranicza je. W kapilarach oblepione komórki nowotworowe powodują mikrozakrzepy, zwane też mikroprzerzutami, uwalniane są substancje prozapalne, w tym kluczowa chemokina CCL2, która m.in. stymuluje wnikanie komórki nowotworowej przez śródbłonek (jak się okazało, również jej stężenie ma wpływ na agresywność nowotworu – badania dla raka piersi).  
Niektóre typy komórek nowotworowych (np. rak nerek, wątroby) proliferują w naczyniach krwionośnych (duże naciekanie, ale nie przerzut), wzdłuż ich ściany doprowadzając do ich rozerwania, co pozwala na wniknięcie do tkanek. Komórki raka nerki potrafią poprzez ciągłość dostać się nawet do prawego przedsionka. 
Część nowotworów przerzutuje poprzez wszczepienie do pobliskiej jamy surowiczej. Tak się dzieje na przykład w przypadku raka jajnika, który może się wszczepić do otrzewnej lub/i opłucnej. Zwykle w jamie zajętej przerzutem pojawia się płyn wysiękowy, który poza generowaniem dodatkowych schorzeń i objawów, ma istotne znaczenie diagnostyczne – w materiale z biopsji możemy znaleźć komórki nowotworowe.  
Droga szerzenia przerzutów, stopień rozsiewu i narządy zajmowane zależą od typu nowotworu oraz wielkości zmiany pierwotnej. Raki zazwyczaj szerzą się drogą naczyń chłonnych, mięsaki – naczyniami krwionośnymi, przy czym pamiętać należy, że jest to tendencja, a nie reguła. 

### Faza kolonizacji
Z jednej komórki nowotworowej – najczęściej otoczonej np. płytkami krwi (mikroprzerzutu) – przybyłej na nowe miejsce ww. drogami, formuje się guz przerzutowy, podobnie jak w przypadku powstawania zmiany pierwotnej. Komórki nowotworowe muszą się zaadaptować do nowych warunków w tkance, co czasem im się nie udaje. 
Innymi słowy, mikroprzerzuty pojawiające się w danej tkance mogą nie rozwinąć się w makroskopowy guz przerzutowy. Są wtedy w stanie letargu i nie mogą się dalej rozwijać. Przyczyny mogą być następujące:
- niemożność aktywacji angiogenezy przez komórkę nowotworową;
- brak odpowiednich składników odżywczych (prowadzi do stanu odwracalnego letargu – polepszenie stanu odżywienia doprowadzi do uruchomienia proliferacji);
- czynniki hamujące wzrost w tkance dotkniętej mikroprzerzutem;
- blokada przez układ immunologiczny (wydzielanie czynników supresorowych).

W bardzo rzadkich przypadkach wspomniane czynniki supresorowe mogą być wydzielane przez sam guz pierwotny. Dopiero usunięcie guza pierwotnego spowoduje masową proliferację – masowe przerzuty.
Do proliferacji niezbędne jest dla komórki nowotworowej odpowiednie podścielisko. Komórka przerzutowa wydziela więc odpowiednie cytokiny, przekształcające podścielisko tkanki do tego potrzebnego nowotworowi. Także to, jak bardzo trzeba "zmienić" tkankę i czy w ogóle jest to możliwe, decyduje o najczęstszych miejscach przerzutów w różnych typach nowotworów.

## Przerzuty do węzłów chłonnych
W chorobie nowotworowej często mamy do czynienia z powiększeniem okolicznych węzłów chłonnych. Komórki nowotworowe mają tendencję do przechodzenia do naczyń chłonnych. Jednakże obrzęk może wynikać także z uwalniania mediatorów zapalnych lub cytokin z guza pierwotnego. Stąd konieczne jest różnicowanie poprzez biopsję i badanie histologiczne węzła chłonnego.
Zdarza się także, dzięki istnieniu w ustroju anostomoz limfatyczno-żylnych, że komórki nowotworowe przejdą do dalszych węzłów chłonnych lub narządów z ominięciem najbliższych, drenujących miejsce zajęte guzem pierwotnym.

## Morfologia guzów przerzutowych
Guzy przerzutowe zazwyczaj są liczne, okrągłe, dobrze odgraniczone od narządu. Na przekroju miękkie. Zawierają niewielką ilość podścieliska łącznotkankowego, zatem w środku może dochodzić do zmian martwiczych. 

## Markery przerzutowania nowotworu
Populacje komórek zdolnych do przerzutowania w nowotworze nie wykazują charakterystycznych cech w obrazie histologicznym. Jedyne, co można określić cechy komórek nowotworowych, które mogą (ale nie muszą) mieć związek ze zdolnością do przerzutowania – tzw. czynniki prognostyczne, na przykład:
- wzrost ekspresji CD44 (w rakach);
- nadekspresja ezryny – białka wiążącego szkielet aktynowy z macierzą pozakomórkową – w niektórych mięsakach;
- ekspresja genów NM23H1 w raku sutka, KiSS-1 w czerniaku złośliwym skutkuje przeciwdziałaniu – są to geny supresorowe przerzutowania.

Zdefiniowano także tzw. sygnatury przerzutowe – zmiany w ekspresji całych zespołów genów w komórkach guza pierwotnego, stanowiące predyspozycję do przerzutowania. 
Podsumowując, markery przerzutów jako takie nie istnieją. Istnieją cechy, białka, geny charakterystyczne dla przerzutów, co może być podstawą do likwidacji obrazu komórki przerzutowej – np. poprzez podaż inhibitora ezryny. Daje to szanse na stworzenie "inhibitorów przerzutów".